# An Innocent Man
 (février 2017).
Si vous disposez d'ouvrages ou d'articles de référence ou si vous connaissez des sites web de qualité traitant du thème abordé ici, merci de compléter l'article en donnant les références utiles à sa vérifiabilité et en les liant à la section « Notes et références ».
Albums de Billy Joel
The Nylon Curtain
(1982) Greatest Hits, Vols. 1 & 2
(1985)
Singles
1. Tell Her About It
Sortie : juillet 1983
2. Uptown Girl
Sortie : septembre 1983
3. An Innocent Man
Sortie : décembre 1983
4. The Longest Time
Sortie : mars 1984
5. Leave a Tender Moment Alone
Sortie : juillet 1984
6. Keeping the Faith
Sortie : septembre 1984
7. This Night
Sortie : novembre 1984

An Innocent Man est le neuvième album studio du chanteur américain Billy Joel, paru en août 1983.

## Présentation
Le concept de l'album est un hommage à la musique populaire américaine des années d'adolescence de Billy Joel.
Il reprend, ainsi, un certain nombre de différents styles musicaux américains populaires de la fin des années 1950 et début des années 1960, notamment le doo-wop et la soul music.

## Liste des titres
Toutes les chansons sont écrites et composées par Billy Joel, sauf la partie chœurs de This Night, créditée Ludwig van Beethoven sur la pochette..
| 1.    | Easy Money (Hommage à James Brown, figurant sur le film Easy Money)                                        | 4:04 |
| 2.    | An Innocent Man (Hommage à Ben E. King and The Drifters)                                                   | 5:17 |
| 3.    | The Longest Time (Hommage au doo-wop)                                                                      | 3:42 |
| 4.    | This Night (Hommage au doo-wop, utilise le Sonate pour piano nº 8 de Beethoven comme base pour les chœurs) | 4:19 |
| 5.    | Tell Her About It (Hommage aux groupes de la Motown)                                                       | 3:52 |
| 6.    | Uptown Girl (Hommage à Frankie Valli et au The Four Seasons)                                               | 3:17 |
| 7.    | Careless Talk (Hommage à Sam Cooke)                                                                        | 3:48 |
| 8.    | Christie Lee (Hommage à Jerry Lee Lewis, le nom est celui de Christie Brinkley, épouse de Billy Joel)      | 3:31 |
| 9.    | Leave a Tender Moment Alone (Hommage à Marvin Gaye)                                                        | 3:56 |
| 10.   | Keeping the Faith (Hommage à Bob Marley)                                                                   | 4:41 |
| 40:24 | |      |

Note
L'édition vinyle LP parue à la même date, présente les titres :
- no 1 à no 5 sur la face A
- et no 6 à no 10 sur la face B

## Classements et certifications
Il est l'album le mieux vendu au Royaume-Uni en se classant deuxième des meilleures ventes.
Aux États-Unis, il se classe 4e des meilleures ventes sur le territoire américain. De plus, An Innocent Man contient trois titres qui se sont classés dans le Top 10 des singles aux États-Unis : Tell Her About It (classé 1er), Uptown Girl (classé 3e) et An Innocent Man (classé 10e).